# CRISAT
CRISAT (Abkürzung für Collaborative Research Into Small Arms Technology) ist der EU-NATO-Standard in der Herstellung von militärischer Ausrüstung.
Der CRISAT-Schutz ist definiert als eine 1,6-mm-Titan-Platte, die durch 20 Lagen Kevlar ergänzt wird. Dieser Schutz entsprach den Körperpanzern von Soldaten des damaligen Warschauer Paktes.
Das Durchdringen des CRISAT-Ziels mit einer Waffen-Munitions-Kombination bildet hier einen Referenzwert, da die gängige NATO-Munition im Kaliber 9 × 19 mm nicht in der Lage ist, dieses Ziel zu durchdringen.
Munitionsarten wie die 5,7 × 28 mm oder 4,6 × 30 mm in Kombination mit der FN P90 bzw. HK MP7 durchdringen den CRISAT-Schutz noch auf eine Entfernung von 200 m.